# Madeline e Marion Fairbanks
Madeline Fairbanks (New York, 15 novembre 1900 – New York, 15 gennaio 1989) e 
Marion Fairbanks (New York, 15 novembre 1900 – New York, 20 settembre 1973) sono state la prima celebre coppia di gemelli della storia del cinema, attive soprattutto come attrici bambine dal 1912 al 1916 (tra i 12 e i 16 anni di età).

## Biografia
Madeline e Marion Fairbanks nascono a New York nel 1900. La loro madre era l'attrice Jane Fairbanks, e il loro padre era il figlio di Nathaniel Fairbanks, che servì nella guerra civile americana, e un discendente di Jonathan Fairbanks, un eroe del Massachusetts della Rivoluzione. 
Madeline e Marion cominciarono giovanissime la loro carriera attoriale in produzioni teatrali, acquisendo immediata popolarità.
Nel febbraio 1912 le sorelle gemelle Edna e Alice Nash, anch'esse piccole attrici di vaudeville, erano apparse brevemente in un cortometraggio della Vitagraph, Bunny and the Twins. La Thanhouser comprese immediatamente il potenziale che una coppia di ragazzine gemelle poteva avere sullo schermo, lanciando nell'estate 1912 le gemelle Madeline e Marion Fairbanks come protagoniste in tre cortometraggi. Dal 1912 al 1916, "The Thanhouser Twins" comparvero in numerosi film, di solito in coppia, con ritmi di lavoro che oggi risulterebbero ininmmaginabili, spazzando via ogni concorrenza. Secondo le convenzioni del tempo, furono talora impiegate anche in parti maschili.
Terminata l'esperienza con la Thanhouser, Madeline e Marion tornarono al teatro, partecipando a vari spettacoli di Broadway come ballerine tra le Ziegfeld Girls.
Le due sorelle rimasero attive negli anni venti, prendendo strade diverse. Madeline si dedicò a parti più drammatiche, mentre Marion continuò a preferire il teatro musicale. Tornarono insieme solo per la produzione originaria a Broadway del musical Oh, Kay! di George e Ira Gershwin.
Con gli anni trenta, entrambe si ritirano dalle scene. Marion muore a New York nel 1973 a 72 anni, mentre Madeline le sopravviverà fino al 1989, all'età di 88 anni.

## Riconoscimenti
- Young Hollywood Hall of Fame (1908-1919)

## Filmografia

### Cortometraggi

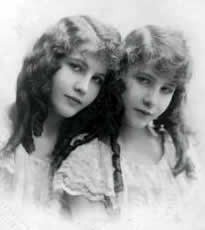
Le gemelle Fairbanks nel 1914

- The Twins, regia di Lucius Henderson (1912) - Madeline & Marion
- Cousins, regia di Lucius Henderson (1912) - Madeline & Marion
- As Others See Us, regia di Lucius Henderson (1912) - Madeline & Marion
- The Little Girl Next Door, regia di Lucius Henderson (1912) - Madeline & Marion
- An Unfair Exchange, regia di Lloyd Lonergan (1913) - Madeline & Marion
- Life's Pathway, regia di Thomas N. Heffron (1913) - Madeline & Marion
- The Twins and the Other Girl, regia di Lloyd Lonergan (1913) - Madeline & Marion
- The Children's Hour, regia di Eugene Moore (1913) - Madeline & Marion
- Their Great Big Beautiful Doll (1913) - Madeline & Marion
- Uncle's Namesakes (1913) - Madeline & Marion
- Lawyer, Dog and Baby (1913) - Madeline & Marion
- Jack and the Beanstalk (1913) - Madeline & Marion
- Twins and a Stepmother (1914) - Madeline & Marion
- The Eugenic Boy (1914) - Marion
- Beautiful Snow, regia di Carl Gregory (1914) - Marion
- Guilty or Not Guilty (1914) - Madeline
- The Tin Soldier and the Dolls (1914) - Madeline & Marion
- In Her Sleep, regia di Carl Gregory (1914) - Marion
- The Legend of Snow White (1914) - Marion
- The Girl Across the Hall (1914) - Marion
- The Million Dollar Mystery, serial cinematografico in 23 cortometraggi, regia di Howell Hansel (1914) - Madeline & Marion
- The Widow's Mite (1914) - Madeline & Marion
- The Pendulum of Fate (1914) - Madeline & Marion
- In Peril's Path (1914) - Madeline & Marion
- In Danger's Hour (1914) - Madeline & Marion
- The Benevolence of Conductor 786 (1914) - Madeline & Marion
- Left in the Train (1914) - Madeline & Marion
- Shep's Race with Death, regia di Jack Harvey (1914) - Madeline & Marion
- Pawns of Fate, regia di James Durkin (1914) - Madeline & Marion
- Shadows and Sunshine (1914) - Madeline & Marion
- A Hatful of Trouble, regia di Howell Hansel (1914) - Marion
- When Fate Rebelled, regia di Jack Harvey (1915) - Madeline & Marion
- $1,000 Reward, regia di Jack Harvey (1915) - Madeline & Marion
- The Life Worth While (1915) - Madeline & Marion
- Their One Love, regia di Jack Harvey (1915) - Madeline & Marion
- Fairy Fern Seed, regia di Jack Harvey (1915) - Madeline & Marion
- Through Edith's Looking Glass (1915) - Marion
- Which Shall It Be? , regia di Ernest C. Warde – cortometraggio (1915)
- The Stolen Anthurium, regia di Arthur Ellery (1915)
- The Twins of the G.L. Ranch (1915) - Madeline & Marion
- An Innocent Traitor (1915) - Madeline & Marion
- The Baby and the Boss, regia di Larry Semon (1915) - Marion
- Bubbles in the Glass, regia di Ernest C. Warde (1916) - Madeline
- His Majesty, the King (1915) - Madeline & Marion
- The Burglars' Picnic, regia di William Parke (1916) - Madeline & Marion
- A Man of Honor (1916) - Madeline & Marion
- The Answer (1916) - Madeline & Marion
- The Heart of a Doll (1916) - Madeline & Marion

### Lungometraggi
- Beating Back, regia di Caryl S. Fleming (1914) - Madeline
- The Flying Twins, regia di Jack Harvey (1915) - Madeline & Marion
- A Bird of Prey, regia di Eugene Nowland (1916) - Madeline
- The Beauty Shop, regia di Edward Dillon (1922) - Madeline & Marion
- On with the Show!, regia di Alan Crosland (1929) - Madeline & Marion

## Teatro (Broadway)
- Snow White and the Seven Dwarfs (1912) - Madeline & Marion
- The Century Girl (1916-17) - Madeline & Marion
- Ziegfeld Follies of 1917 (1917) - Madeline & Marion
- Ziegfeld Follies of 1918 (1918) - Madeline & Marion
- Ziegfeld Midnight Frolic (1918) - Madeline & Marion
- Ziegfeld Follies of 1919 (1919) - Madeline & Marion
- Ziegfeld 9 O'clock Frolic (1921) - Madeline & Marion
- Two Little Girls in Blue (1921) - Madeline & Marion
- Music Box Review (1922-23) - Madeline & Marion
- Hassard Short's Ritz Revue (1924) - Madeline
- The Grab Bag (1925) - Marion
- Mercenary Mary (1925) - Madeline
- Oh, Kay! (1926-27) - Madeline & Marion
- Allez-oop (1927) - Madeline
- Happy (1927-28) - Madeline